# Lorca van de Putte

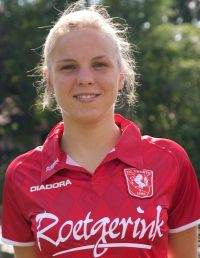
Lorca van de Putte

Lorca van de Putte, född den 3 april 1988 i Lokeren, är en belgisk fotbollsspelare (försvarare) som för närvarande representerar Kristianstads DFF i Damallsvenskan.
Hon har gjort 34 matcher och ett mål för Kristianstad sedan debuten för laget år 2013.
Sedan år 2011 har van de Putte varit en del av det belgiska landslaget.